# كاثرين سيموندز
كاثرين سيموندز (بالإنجليزية: Kathryn Simmonds)‏ (1972)؛ كاتِبة وشاعرة بريطانية. درست في جامعة إيست أنجليا.